# Hemorrhois algirus
Il colubro algerino (Hemorrhois algirus (Jan, 1863)) è un  serpente della famiglia dei Colubridi.